# Les Fruits sauvages
Pour plus de détails, voir Fiche technique et Distribution.
Les Fruits sauvages est un film français réalisé par Hervé Bromberger, sorti en 1954.

## Synopsis
À Lyon, Maria a la charge financière de ses quatre frères et sœurs. Un soir, elle tue accidentellement son père alcoolique et pour échapper à l'assistance publique, elle s'enfuit avec les enfants ainsi que deux autres jeunes. Après une longue marche, ils s'installent dans un village provençal abandonné où la vie s'organise. 

## Fiche technique
- Titre : Les Fruits sauvages
- Titre anglais : Wild Fruit
- Réalisation : Hervé Bromberger
- Scénario : Hervé Bromberger et Max Gallai, d'après Notre rêve qui êtes aux cieux de Michel Durafour
- Dialogues : François Boyer et Jacques Berland
- Décors : Eugène Delfau
- Musique : Joseph Kosma
- Photographie : Jacques Mercanton
- Photographe de plateau : Léo Mirkine
- Cadreur : Walter Wottitz
- Montage : Mitzi d'Esterno
- Son : Louis Hochet
- Production : Georges Agiman et Georges Lourau
- Sociétés de production : Filmsonor - Les Films Agiman - Odeon
- Pays de production :  France
- Format : Noir et blanc - 1,37:1 - 35 mm - Son mono
- Genre : Drame
- Durée : 94 minutes
- Date de sortie :
  - France : 29 janvier 1954

## Distribution
- Estella Blain : Maria Manzana
- Evelyne Ker : Christine Manzana
- Marianne Lecène : Anna
- Michel Reynald : Michel Manzana
- Roger Dumas : Hans
- Jacques Moulières : Frédéric
- Georges Chamarat : Manzana
- Jean-Pierre Bonnefous : José Manzana

## Récompenses et distinctions
- Léopard d'or au Festival de Locarno.